# Holandia na Mistrzostwach Świata w Lekkoatletyce 2013
Holandia na Mistrzostwach Świata w Lekkoatletyce 2013 – reprezentacja Holandii podczas Mistrzostw Świata w Moskwie liczyła 19 zawodników. Zdobyła dwa medale.

## Medaliści
| Medal | Zawodnik         | Konkurencja         |
| ----- | ---------------- | ------------------- |
|       | Ignisious Gaisah | Skok w dal mężczyzn |
|       | Dafne Schippers  | Siedmiobój kobiet   |

## Występy reprezentantów Holandii

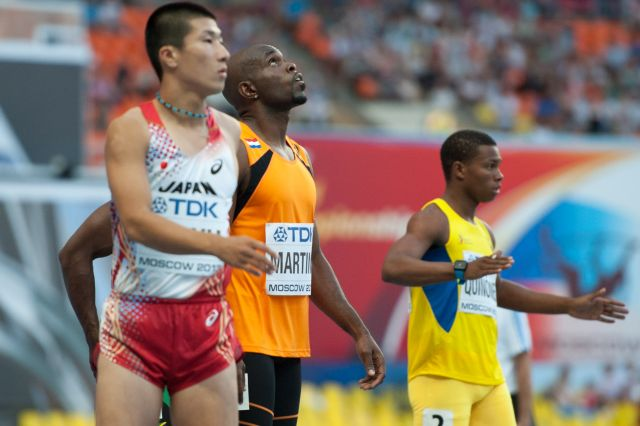
Churandy Martina (w środku) przed eliminacjami biegu na 100 m.

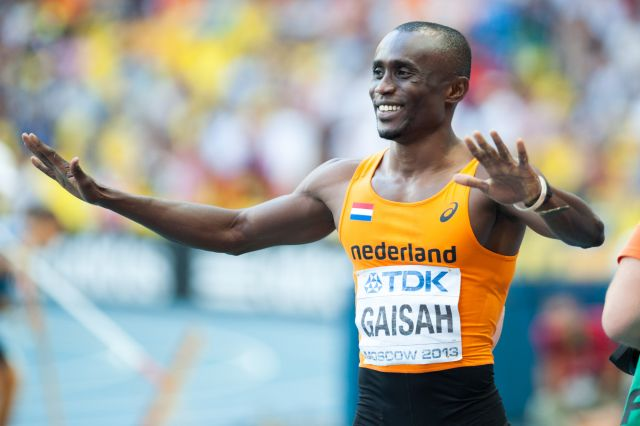
Ignisious Gaisah zdobył srebrny medal w skoku w dal.

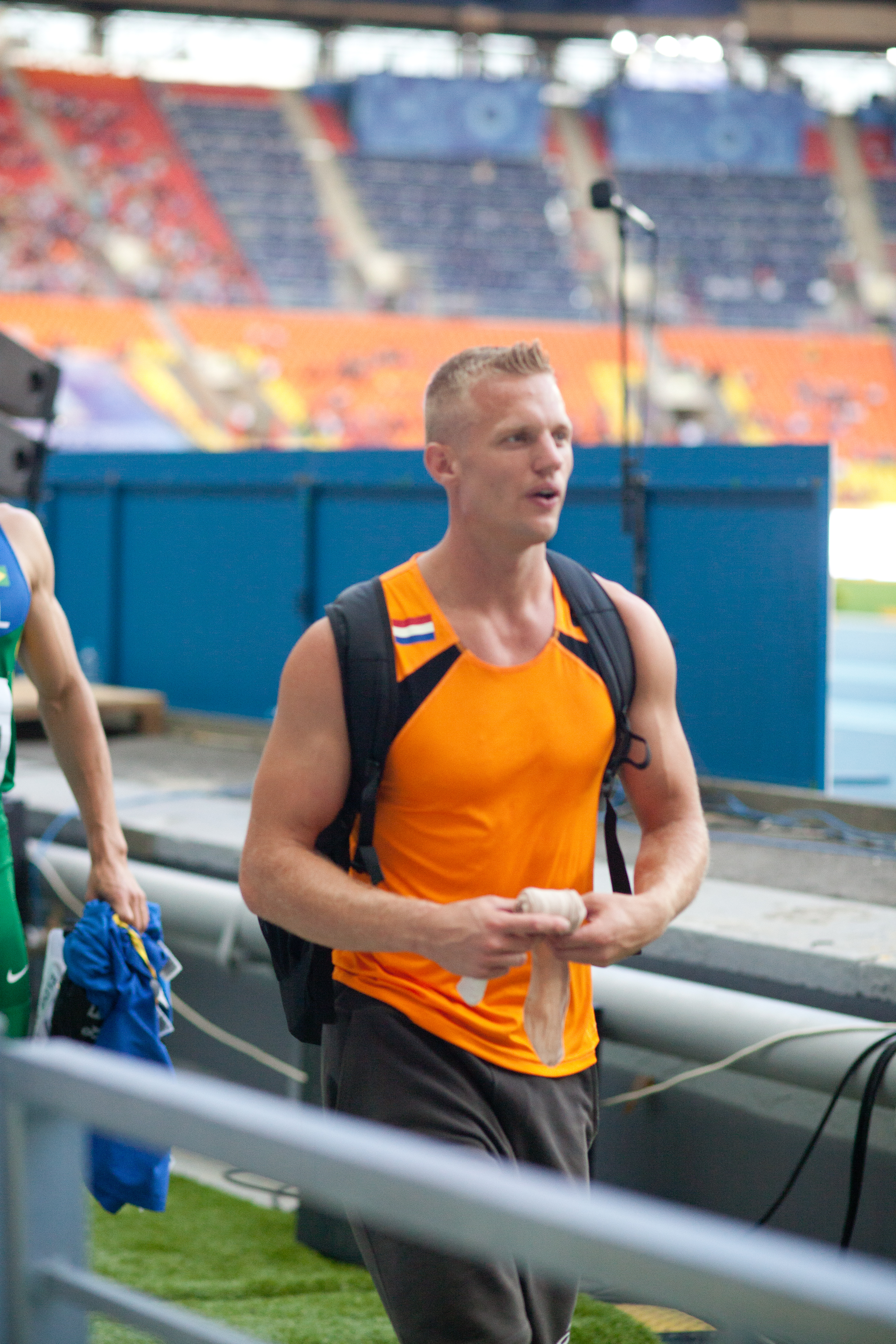
Pelle Rietveld

### Mężczyźni

#### Konkurencje biegowe
| Konkurencja                | Zawodnik                                                           | Runda 1    | Runda 1 | Półfinał | Półfinał | Finał      | Finał   |
| Konkurencja                | Zawodnik                                                           | Rezultat   | Pozycja | Rezultat | Pozycja  | Rezultat   | Pozycja |
| -------------------------- | ------------------------------------------------------------------ | ---------- | ------- | -------- | -------- | ---------- | ------- |
| Bieg na 100 m              | Churandy Martina                                                   | 10,17      | 16. Q   | 10,09    | 16.      | NQ         | NQ      |
| Bieg na 200 m              | Churandy Martina                                                   | 20,37      | 4. Q    | 20,12    | 6. q     | 20,35      | 7.      |
| Maraton                    | Michel Butter                                                      | —          | —       | —        | —        | DNF        | DNF     |
| Bieg na 110 m przez płotki | Gregory Sedoc                                                      | 13,50 (SB) | 15. q   | 13,54    | 13.      | NQ         | NQ      |
| Sztafeta 4 × 100 m         | Brian Mariano Churandy Martina Liemarvin Bonevacia Hensley Paulina | 38,41 (SB) | 8. q    | —        | —        | 38,37 (SB) | 5.      |

#### Konkurencje techniczne

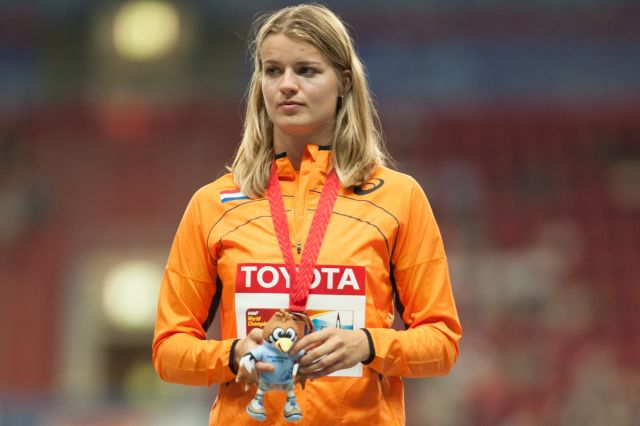
Dafne Schippers zdobyła brązowy medal w siedmioboju.

| Konkurencja   | Zawodnik           | Eliminacje | Eliminacje | Finał     | Finał   |
| Konkurencja   | Zawodnik           | Rezultat   | Pozycja    | Rezultat  | Pozycja |
| ------------- | ------------------ | ---------- | ---------- | --------- | ------- |
| Skok wzwyż    | Douwe Amels        | 2,17       | 25.        | NQ        | NQ      |
| Skok w dal    | Ignisious Gaisah   | 7,89       | 12. q      | 8,29 (NR) | srebro  |
| Rzut dyskiem  | Erik Cadée         | 62,14      | 14.        | NQ        | NQ      |
| Dziesięciobój | Eelco Sintnicolaas | —          | —          | 8391 (SB) | 5.      |
| Dziesięciobój | Pelle Rietveld     | —          | —          | 7840 (SB) | 21.     |
| Dziesięciobój | Ingmar Vos         | —          | —          | DNF       | DNF     |

### Kobiety

#### Konkurencje biegowe
| Konkurencja        | Zawodniczka                                                 | Runda 1    | Runda 1 | Półfinał | Półfinał | Finał    | Finał   |
| Konkurencja        | Zawodniczka                                                 | Rezultat   | Pozycja | Rezultat | Pozycja  | Rezultat | Pozycja |
| ------------------ | ----------------------------------------------------------- | ---------- | ------- | -------- | -------- | -------- | ------- |
| Bieg na 100 m      | Dafne Schippers                                             | DNS        | DNS     | NQ       | NQ       | NQ       | NQ      |
| Bieg na 200 m      | Dafne Schippers                                             | DNS        | DNS     | NQ       | NQ       | NQ       | NQ      |
| Bieg na 1500 m     | Maureen Koster                                              | 4:08,89    | 21. q   | 4:08,15  | 17.      | NQ       | NQ      |
| Bieg na 1500 m     | Susan Kuijken                                               | DNS        | DNS     | NQ       | NQ       | NQ       | NQ      |
| Bieg na 5000 m     | Susan Kuijken                                               | 15:34,31   | 7. q    | —        | —        | 15:14,70 | 8.      |
| Sztafeta 4 × 100 m | Kadene Vassell Dafne Schippers Madiea Ghafoor Jamile Samuel | 43,26 (SB) | 13.     | —        | —        | NQ       | NQ      |

#### Konkurencje techniczne
| Konkurencja | Zawodniczka     | Finał     | Finał   |
| Konkurencja | Zawodniczka     | Rezultat  | Pozycja |
| ----------- | --------------- | --------- | ------- |
| Siedmiobój  | Dafne Schippers | 6477 (NR) | brąz    |
| Siedmiobój  | Nadine Broersen | 6224      | 10.     |